# Кебель
Кебель (словен. Kebelj) — поселення в общині Словенська Бистриця, Подравський регіон‎, Словенія.